# Чаловець
Чаловець (словац. Čalovec) — село в окрузі Комарно Нітранського краю Словаччини. Площа села 22,31 км². Станом на 31 грудня 2015 року в селі проживало 1176 жителів.
Розташована однойменна залізнична зупинка.

## Історія
Перші згадки про село датуються 1268 роком.

## Географія
Протікає канал Коларово-Каменічна.

## Населення
| Рік:            | 1994. | 2004.   | 2014.   | 2024.   |
| --------------- | ----- | ------- | ------- | ------- |
| Кількість осіб: | 1169  | 1177    | 1164    | 1109    |
| Різниця:        |       | +0,68 % | -1,10 % | -4,72 % |

| Рік:            | 2023. | 2024.   |
| --------------- | ----- | ------- |
| Кількість осіб: | 1122  | 1109    |
| Різниця:        |       | -1,15 % |